# Olympische Sommerspiele 1908/Teilnehmer (Südafrika)
| Gelbes Symbol für Goldmedaillen mit stilisierten Olympischen Ringen | Graues Symbol für Silbermedaillen mit stilisierten Olympischen Ringen | Braundes Symbol für Bronzemedaillen mit stilisierten Olympischen Ringen |
| ------------------------------------------------------------------- | --------------------------------------------------------------------- | ----------------------------------------------------------------------- |
| 1                                                                   | 1                                                                     | —                                                                       |

Südafrika nahm an den Olympischen Sommerspielen 1908 in London, Vereinigtes Königreich, mit einer Delegation von 14 Sportlern (allesamt Männer) an 15 Wettkämpfen in vier Sportarten teil. Es konnten zwei Medaillen (je einmal Gold und Silber) errungen werden. Jüngster Athlet war der Sprinter Reggie Walker (19 Jahre und 126 Tage), ältester Athlet war der Fechter Walter Gates (37 Jahre und 46 Tage). Es war nach den Olympischen Sommerspielen 1904 die zweite Teilnahme des Landes an Olympischen Sommerspielen. Fahnenträger war Leichtathlet Doug Stupart.

## Medaillengewinner

### Gold
| Name          | Sportart     | Wettbewerb     |
| ------------- | ------------ | -------------- |
| Reggie Walker | Leichtathlet | 100 Meter Lauf |

### Silber
| Name             | Sportart     | Wettbewerb |
| ---------------- | ------------ | ---------- |
| Charles Hefferon | Leichtathlet | Marathon   |

## Teilnehmer nach Sportarten

### Fechten
- Walter Gates
  - Degen

Runde eins: ausgeschieden in Gruppe zwei (Rang sechs), ein Duell gewonnen – zwei Duelle unentschieden – drei Duelle verloren
  - Säbel

Runde eins: ausgeschieden in Gruppe acht (Rang sechs), kein Duell gewonnen – fünf Duelle verloren

### Leichtathletik
- Eddie Duffy
  - 100 Meter Lauf

Runde eins: in Lauf eins (Rang eins) für das Halbfinale qualifiziert, 11,6 Sekunden, 3 Yards Vorsprung
Halbfinale: ausgeschieden in Lauf drei (Rang drei), keine Zeit bekannt
  - 200 Meter Lauf

Runde eins: ausgeschieden in Lauf zwei (Rang zwei), 23,2 Sekunden, 1,5 Yards Rückstand auf den Erstplatzierten

- Charles Hefferon
  - 5 Meilen Lauf

Runde eins: in Lauf eins (Rang zwei) für das Finale qualifiziert, 26:05,0 Minuten
Finale: 25:44,0 Minuten, Rang vier
  - Marathon

Finale: 2:56:06,0 Stunden, Rang zwei

- James Mitchell Baker
  - Marathon

Finale: Wettkampf nicht beendet (DNF)

- Herbert Phillips
  - 100 Meter Lauf

Runde eins: ausgeschieden in Lauf elf (Rag vier), Rennen nicht beendet (DNF)

- Doug Stupart
  - 110 Meter Hürden

Runde eins: ausgeschieden in Lauf eins (Rang drei), keine Zeit bekannt
  - Dreisprung

Qualifikationsrunde: Gruppe B, 13,40 Meter, Rang vier, Gesamtrang zehn, nicht für das Finale qualifiziert

- Reggie Walker
  - 100 Meter Lauf

Runde eins: in Lauf vier (Rang eins) für das Halbfinale qualifiziert, 11,0 Sekunden
Halbfinale: in Lauf eins (Rang eins) für das Finale qualifiziert, 10,8 Sekunden (olympischer Rekord)
Finale: 10,8 Sekunden (olympischer Rekord), Rang eins

### Radsport
2000 Meter Tandem
- Ergebnisse
Runde eins: ausgeschieden in Lauf fünf (Rang zwei), zwei Längen hinter dem erstplatzierten Duo
- Mannschaft
Philip Freylinck
Floris Venter

Einzel
- Philip Freylinck
  - 660-Yards-Rennen

Runde eins: ausgeschieden in Lauf 16 (Rang drei), keine Zeit bekannt
  - 5-km-Rennen

Runde eins: ausgeschieden in Lauf drei (Rang drei), keine Zeit bekannt

- Harry Passmore
  - 660-Yards-Rennen

Runde eins: ausgeschieden in Lauf neun (Rang zwei), eine Länge hinter dem Erstplatzierten
  - 5 km

Runde eins: ausgeschieden in Lauf vier, keine Zeit bekannt
  - 20 km

Runde eins: ausgeschieden in Lauf vier (Rang drei), 32:39,4 Minuten
  - 100 km

Runde eins: ausgeschieden in Lauf zwei, Rennen nicht beendet (DNF)

- Frank Shore
  - 660-Yards-Rennen

Runde eins: ausgeschieden in Lauf fünf, keine Zeit bekannt
  - 5 km

Runde eins: ausgeschieden in Lauf fünf, keine Zeit bekannt
  - 20 km

Runde eins: ausgeschieden in Lauf drei (Rang zwei), 33:40,0 Minuten

- Floris Venter
  - 660-Yards-Rennen

Runde eins: in Lauf zehn (Rang eins) für das Halbfinale qualifiziert, 1:03,2 Minuten
Halbfinale: ausgeschieden in Lauf zwei (Rang vier), keine Zeit bekannt
  - 5-km-Rennen

Runde eins: ausgeschieden in Lauf sieben, keine Zeit bekannt
  - 20-km-Rennen

Runde eins: ausgeschieden in Lauf zwei (Rang drei), 32:34,4 Minuten

### Tennis
Einzel
- Victor Gauntlett
Rang 16
Runde eins: Freilos
Runde zwei: ausgeschieden gegen Josiah Ritchie aus dem Vereinigten Königreich nach Sätzen (0:3)

- Harold Kitson
Rang 16
Runde eins: Freilos
Runde zwei: 0:3 Satzniederlage gegen George Caridia aus Vereinigten Königreich

- John Richardson
Rang vier
Runde eins: Freilos
Runde zwei: Freilos
Runde drei: 3:0 Satzsieg gegen John F. Foulkes aus Kanada
Viertelfinale: 3:0 (6:3, 6:1, 6:0) Sieg nach Sätzen gegen Claude Russell-Brown aus Kanada
Halbfinale: 1:3 (6:2, 1:6, 4:6, 4:6) Niederlage nach Sätzen gegen Otto Froitzheim aus Deutschland
Spiel um Platz drei: Niederlage nach Sätzen (2:6, 2:6, 3:6) gegen Wilberforce Vaughan Eaves aus Vereinigten Königreich

Doppel
- Victor Gauntlett
Harold Kitson
Rang fünf
Runde eins: 3:0-Sieg nach Sätzen gegen Böhmen
Runde zwei: 3:0-Satzsieg gegen Deutschland
Viertelfinale: 2:3 (2:6, 7:5, 6:2, 3:6, 3:6) Niederlage nach Sätzen gegen George Hillyard und Reginald Doherty aus dem Vereinigten Königreich